# 加美一成
加美 一成（かみ かずしげ、1958年 - ）は、日本の政治家。徳島県美馬市長（1期）。

## 経歴
徳島県美馬郡穴吹町生まれ。高校2年の時に父が他界し、専修大学商学部卒業後、化粧品店を営む母と祖母が暮らす実家に戻る。雑貨卸会社勤務を経て1983年、穴吹町役場に入庁。合併で2005年に誕生した美馬市では財政課長や政策監を歴任し、2017年4月からは副市長を務める。
2022年8月、美馬市長の藤田元治が第26回参議院議員通常選挙での公職選挙法違反による罰金の略式命令を受け、市長を辞職。9月2日、加美は藤田の辞職に伴う市長選に立候補する意向を表明し、9月6日に退職。10月2日の投開票の結果、藤田市政の継承を訴えた加美がいずれも元市議の武田喜善、中川重文の2人を破り初当選を果たした。
※当日有権者数：23,715人 最終投票率：64.88%（前回比：pts）
| 候補者名 | 年齢 | 所属党派 | 新旧別 | 得票数  | 得票率 | 推薦・支持 |
| -------- | ---- | -------- | ------ | ------- | ------ | ---------- |
| 加美一成 | 64   | 無所属   | 新     | 7,742票 | 50.75% |            |
| 武田喜善 | 73   | 無所属   | 新     | 6,576票 | 43.10% |            |
| 中川重文 | 68   | 無所属   | 新     | 938票   | 6.15%  |            |